# Marcelo Ricci (futbolista)
Marcelo Israel Ricci (Avellaneda, Provincia de Buenos Aires, 4 de agosto de 1986) es un exjugador de fútbol argentino.

## Clubes
| Club                  | País      | Año       |
| --------------------- | --------- | --------- |
| Olimpo (Bahía Blanca) | Argentina | 2005-2011 |
| Defensa y Justicia    | Argentina | 2011-2012 |
| Chacarita Juniors     | Argentina | 2012-2013 |
| Guillermo Brown       | Argentina | 2013-2014 |
| Unión Maestranza      | Bolivia   | 2014      |
| San Martín (Burzaco)  | Argentina | 2015-2016 |
| Deportivo Armenio     | Argentina | 2016-2017 |